# ناثان تشارلز
ناثان تشارلز (بالإنجليزية: Nathan Charles)‏ هو لاعب اتحاد الرغبي أسترالي، ولد في 9 يناير 1989 في سيدني في أستراليا.

## وصلات خارجية
- ناثان تشارلز على موقع دوري الرغبي الممتاز (الإنجليزية)
- ناثان تشارلز عل موقع إسبنسكروم (الإنجليزية)
- ناثان تشارلز على موقع ItsRugby.co.uk (الإنجليزية)